# Benjamin Bernheim

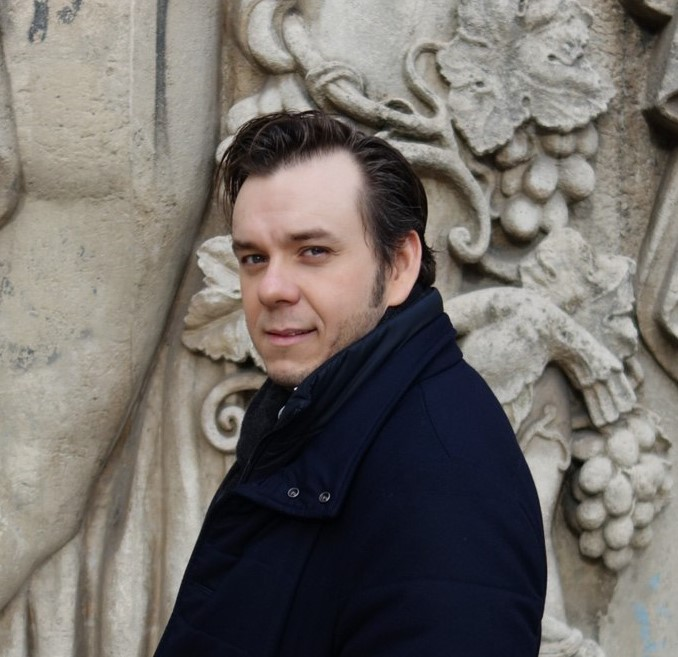
Benjamin Bernheim (2023)

Benjamin Bernheim (* 9. Juni 1985 in Paris) ist ein französischer Opernsänger (lyrischer Tenor).

## Leben und Wirken
Benjamin Bernheim wuchs in Genf auf und erhielt im Alter von 10 Jahren Gesangsunterricht am Genfer Konservatorium. Er studierte am Conservatoire de Lausanne bei Gary Magby und absolvierte Meisterkurse bei Carlo Bergonzi an der Accademia Verdiana sowie bei Jaume Aragall und Dale Duesing. Nach Studienabschluss wurde er für die Spielzeit 2008/2009 in das Opernstudio des Opernhauses Zürich aufgenommen.
Bernheim wurde 2010 Ensemble-Mitglied des Opernhauses Zürich, wo er u. a. die Rolle des Emmanuele bei der Uraufführung von Marc-André Dalbavies Gesualdo unter der Regie von Moshe Leiser und Patrice Caurier sang. Weitere Rollen in Zürich waren zu Beginn seiner Karriere zum Beispiel Spalanzani in Hoffmanns Erzählungen, Roderigo in Otello, Graf Lerma in Don Carlo, Narraboth in Salome sowie später Rodolfo in La Bohème, Lenski in Eugen Onegin, Des Grieux in Manon, Ismaele in Nabucco und Macduff in Macbeth.
2012 debütierte er bei den Salzburger Festspielen als Agenore in Mozarts Il re pastore in der konzertanten Aufführung der Oper unter der Leitung von William Christie. In den folgenden Jahren trat er in Salzburg mehrfach auf, zum Beispiel als Graf Lerma in Don Carlo, Baroncelli in Rienzi, Nicias in Thaïs, Eginhard in Fierrabras, Edmondo in Manon Lescaut sowie bei den Pfingsfestspielen als Piquillo in La Périchole.
Bernheim gastierte in großen Tenorpartien an Opernhäusern in Europa und den USA. Am Londoner Royal Opera House debütierte er 2017 als Rodolfo in La Bohème und war dort weiters als Alfredo in La traviata sowie in Verdis Messa da Requiem zu hören. An der Wiener Staatsoper sang er erstmals im Jahr 2018 als Nemorino in L’elisir d’amore, ebenfalls verkörperte er dort Rodolfo, Tamino in Die Zauberflöte, Edgardo in Lucia di Lammermoor und den Herzog von Mantua in Rigoletto. Als Herzog hatte er 2022 sein Debüt an der New Yorker Metropolitan Opera.
Zudem war er zu Gast unter anderem am Teatro alla Scala in Mailand (als Sänger im Rosenkavalier und als Alfredo), an der Lyric Opera of Chicago, an der Dresdner Semperoper, der Staatsoper Berlin und der Deutschen Oper Berlin, der Bayerischen Staatsoper, der Hamburgischen Staatsoper, der Opéra national de Paris und am Théâtre des Champs-Élysées, der Opéra national de Bordeaux, am Gran Teatre del Liceu in Barcelona, an der Opéra national du Rhin und an der Lettischen Nationaloper.
Zu seinem Konzertrepertoire zählen die Tenorpartien in Händels Messiah, Beethovens Messe in C-Dur, Mozarts Requiem KV 626, Mendelssohns Elias, Verdis Messa da Requiem, Puccinis Messa di Gloria und das Oratorio de Noël von Saint-Saëns. Bei seinen Liederabenden interpretiert er zum Beispiel Schumanns Dichterliebe, Mahlers Des Knaben Wunderhorn oder Chaussons Poème de l'amour et de la mer. In Konzerten sowie Lieder- und Gala-Abenden war er unter anderem am Teatro alla Scala sowie an zahlreichen weiteren Opernhäusern, in der Philharmonie de Paris, bei den Salzburger Festspielen und im Wiener Konzerthaus zu hören.

## Opernrepertoire (Auswahl)
- Bellini: Tebaldo in I Capuleti e i Montecchi
- Bellini: Osburgo in La straniera
- Berlioz: Faust in La damnation de Faust
- Donizetti: Nemorino in L’elisir d’amore
- Donizetti: Sir Edgardo in Lucia di Lammermoor
- Gounod: Titelrolle in Faust
- Gounod: Roméo in Roméo et Juliette
- Massenet: Spakos in Cléopâtre
- Massenet: Des Grieux in Manon
- Massenet: Titelrolle in Werther
- Massenet: Nicias in Thaïs
- Mozart: Tamino in Die Zauberflöte
- Mozart: Agenore in Il re pastore
- Offenbach: Titelrolle und Spalanzani in Hoffmanns Erzählungen
- Offenbach: Piquillo in La Périchole
- Puccini: Rodolfo in La Bohème
- Puccini: Edmondo in Manon Lescaut
- Puccini: Ruggero in La rondine
- Schubert: Eginhard in Fierrabras
- Strauss: Narraboth in Salome
- Strauss: Matteo in Arabella
- Strauss: Flamand in Capriccio
- Strauss: Sänger in Der Rosenkavalier
- Strawinsky: Hirte in Oedipus Rex
- Thomas: Laërte in Hamlet
- Tschaikowski: Lenski in Eugene Onegin
- Verdi: Herzog von Mantua in Rigoletto
- Verdi: Cassio in Otello
- Verdi: Alfredo in La traviata
- Verdi: Ismaele in Nabucco
- Verdi: Macduff in Macbeth
- Wagner: Erik in Der fliegende Holländer
- Wagner: Baroncelli in Rienzi

## Diskografie

### CD
- Giacomo Puccini: Manon Lescaut. Mit u. a. Anna Netrebko, Yusif Eyvazov, Armando Piña, Carlos Chausson, Münchner Rundfunkorchester, Dirigent: Marco Armiliato (Deutsche Grammophon; 2016)
- Benjamin Bernheim. Arien. Mit Prague Philharmonia, Dirigent: Emmanuel Villaume (Deutsche Grammophon; 2019)
- Charles Gounod: Faust. Mit u. a. Véronique Gens, Andrew Foster-Williams, Jean-Sébastien Bou, Les talens Lyriques, Dirigent: Christophe Rousset (Palazzetto Bru Zane; 2019)
- Benjamin Bernheim: Boulevard des Italiens. Arien. Orchestra del Teatro Comunale di Bologna, Dirigent: Frédéric Chaselin (Deutsche Grammophon; 2021)
- Douce France. Mélodies & Chansons. Mit Carrie-Ann Matheson, Klavier (Deutsche Grammophon; 2024)

### Video/DVD (Auswahl)
- Igor Strawinsky: Oedipus Rex. Théâtre des Champs-Élysées. Mit u. a. Orchestre national de France, Dirigent: Daniele Gatti (CLC Production; 2014)
- Franz Schubert: Fierrabras. Salzburger Festspiele. Mit u. a. Georg Zeppenfeld, Julia Kleiter, Markus Werba, Peter Kálmán, Michael Schade, Wiener Philharmoniker, Dirigent: Ingo Metzmacher, Regie: Peter Stein (Unitel Classica; 2014)
- Vincenzo Bellini: I Capuleti e i Montecchi. Mit u. a. Joyce DiDonato, Olga Kulchynska, Roberto Lorenzi, Philharmonia Zürich, Dirigent: Fabio Luisi, Regie: Christof Loy (Accentus Music; 2016)
- Giuseppe Verdi: Otello. Salzburger Festspiele. Mit u. a. José Cura, Dorothea Röschmann, Carlos Álvares, Staatskapelle Dresden, Dirigent: Christian Thielemann, Regie: Vincent Boussard, (Unitel Classica/CMajor; 2017)
- Jacques Offenbach: Les Contes d'Hoffmann. Mit u. a. Olga Peretyatko, Angela Brower, Luca Pisaroni, Andrew Dickinson, Chor und Orchester der Hamburgischen Staatsoper, Dirigent: Kent Nagano (Deutsche Grammophon/Euro Arts; 2021)

## Auszeichnungen
- 2020: Artiste Lyrique de l’Année, Les Victoires de la Musique[14]
- 2020: Personnalité musicale de l’année, Le Syndicat professionnel de la critique de théâtre, musique et danse[15]
- 2020: Opus Klassik in der Kategorie „Nachwuchskünstler“[16]
- 2020: Choc de Classica[17]
- 2020: Diapason d’or[18]
- 2021: Chevalier des Arts et des Lettres[19]
- 2022: CD des Monats beim Fachmagazin Oper! für das Album Benjamin Bernheim: Boulevard des Italiens.[20]
- 2024: International Opera Awards 2024 in der Kategorie „Bester männlicher Sänger“
- 2025: Opus Klassik in der Kategorie „Sänger des Jahres“[21]